# Dellamora curticauda
Dellamora curticauda es una especie de coleóptero de la familia Mordellidae.

## Distribución geográfica
Habita en Fiyi.